# Autorretrato como soldado
Autorretrato como soldado (en alemán, Selbstbildnis als Soldat), es un óleo sobre lienzo expresionista de Ernst Ludwig Kirchner, que creó este autorretrato en 1915, luego de su baja médica del servicio militar durante la Primera Guerra Mundial. La obra mide 69 centímetros de alto por 61 centímetros de ancho. La pintura se exhibió por primera vez en la 'Städtische Galerie' en Alemania entre 1916 y 1919 y actualmente se conserva en el Museo de Arte Memorial Allen en Ohio, Estados Unidos. Autorretrato como soldado puede verse como un testimonio de la frágil salud mental y física de Kirchner y como una crítica de la caótica inestabilidad de Alemania a principios del siglo XX.

## Tema
Autorretrato como soldado muestra a Kirchner como un soldado demacrado y utilitario que viste el uniforme del 75.º Regimiento de Artillería de Campaña de Mansfeld. Se encuentra en el estudio del artista, colocado de forma destacada en primer plano. Detrás de él se representa una figura femenina desnuda, probablemente una modelo, situada frente a un lienzo negro. El soldado alza el muñón ensangrentado sin su mano derecha, que se yuxtapone a la representación de su mano izquierda deformada y con forma de garra. El uniforme está pintado con ricos colores azul y rojo. La piel tanto del soldado como de la figura femenina son de un amarillo enfermizo. La obra tiene una composición recortada, creada al enmarcar las figuras con tonos naranjas y verdes brillantes utilizados como fondo. Tanto Kirchner como la figura femenina desnuda no están dibujados a escala. El Museo de Arte Memorial Allen cita que "el soldado tiene un rostro alargado y otros rasgos borrosos, mientras que los hombros de la mujer son desproporcionados con los de una verdadera forma humana".

## Contexto histórico y sociopolítico
El Autorretrato como soldado de Kirchner fue pintado en 1915, un año después del comienzo de la Primera Guerra Mundial. El ímpetu para la participación de Alemania en el conflicto fue su alianza con Austria-Hungría, que declaró la guerra a Serbia el 28 de julio de 1914, tras el asesinato del archiduque Francisco Fernando. La invasión alemana de Bélgica en 1914 vio a Gran Bretaña declarar la guerra a Alemania. El sistema de alianzas de la Primera Guerra Mundial enfrentó a las Potencias Centrales, que incluían a Alemania, Austria-Hungría, el Imperio Otomano y Bulgaria, contra las Potencias Aliadas que comprometían a Rusia, Francia, Gran Bretaña y los Estados Unidos. A lo largo de la guerra el nivel de vida y las libertades civiles en Alemania fueron extremadamente pobres. La Primera Guerra Mundial y el Bloqueo de Alemania, 1914-1919 de Mary Cox cita que "la guerra económica en Alemania fue premeditada y diseñada para destruir rápidamente todo el sistema económico y financiero alemán". Así como "la destrucción de los sistemas financieros y de comunicación de Alemania". Cox también afirma que "el bloqueo fue el culpable de la apatía de la juventud alemana y su mayor participación en actividades delictivas". Matthias Blum sostiene que las "privaciones económicas y físicas" de la Primera Guerra Mundial dejaron "profundas cicatrices de varios tipos" en Alemania. En última instancia, el bloqueo naval de Gran Bretaña contra Alemania establecido para restringir el suministro de alimentos, petróleo y armamento de 1914 a 1915 provocó "la hambruna deliberada de los ciudadanos", enfermedades y muertes que representaron una reducción integral de la estabilidad sociocultural y política.
La guerra de trincheras caracterizó la Primera Guerra Mundial y resultó en períodos prolongados de confinamiento insalubre entre los soldados. El más potente fuego de artillería provocó lo que ahora se reconoce como trastorno de estrés postraumático. La salud mental y física de los soldados se vio aún más comprometida por la miseria de las trincheras donde eran comunes los cadáveres, las ratas, el agua estancada, las heladas, las enfermedades y la desnutrición. Kirchner fue dado de baja del servicio militar activo por incapacidad física y mental. Posteriormente, sufrió de "neurosis de guerra y depresión" que alimentaron adicciones a los fármacos y al alcohol que provocaron un decaimiento de salud del que nunca llegó a recuperarse del todo.

## Análisis

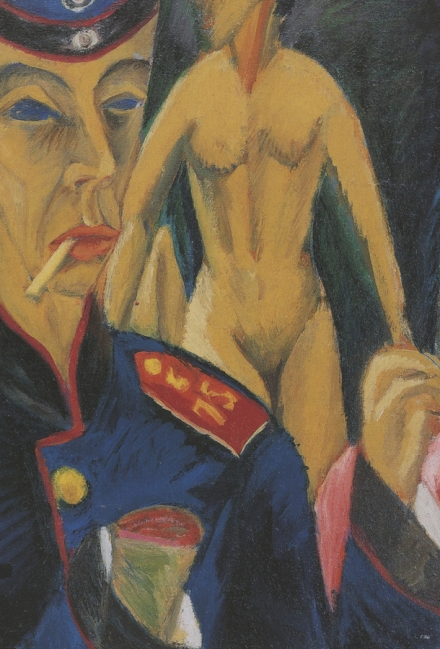
Figura femenina desnuda en el fondo de Autorretrato como soldado.

Autorretrato como soldado muestra a Kirchner fumando un cigarrillo que cuelga suelto de sus labios. El análisis común de esto sugiere que Kirchner ha optado por representarse a sí mismo pensativo. Peter Springer postula que los ojos totalmente azul oscuro del soldado emanan falta de vida y enfatizan la constante preocupación por los horrores de la guerra a través de su reflejo del uniforme militar azul. Kirchner utiliza un azul intenso y brillante para recrear la tela del uniforme. Esta elección tonal contrasta marcadamente con los tonos amarillos más claros y enfermizos de la piel del soldado. La interpretación crítica de la obra enfatiza cómo estas elecciones de color drenan la vitalidad del rostro del soldado, destacando su debilidad y abatimiento. En El diagnóstico del arte: la crisis nerviosa de Ernest Ludwig Kirchner de Jeffery. K Aronoson y Manoj Ramachandram, se dice que el uso de colores verde ictericia y rojo sangriento resalta que la lesión es reciente y no ha sanado. Al igual que las cicatrices psicológicas del servicio militar de Kirchner. Kirchner ha yuxtapuesto su muñón contra los dedos largos y distorsionados de su mano izquierda que parece una garra. Los historiadores del arte han especulado que la distorsión de estos dedos pretende sugerir un pincel. Para muchos historiadores del arte, la autodescripción ficticia de Kirchner como amputado es notable. La imaginería de la autoamputación parece subrayar la pérdida y el miedo que siente Kirchner en cuanto a sus habilidades artísticas y su virilidad después de su difícil experiencia militar. Detrás de su autorretrato, se encuentra una figura femenina desnuda. El uso de contornos negros ásperos para definir la figura demacrada de la mujer emula una fuerte influencia primitivista. Peter Springer, entre otros, sugiere que la relación entre el autorretrato de Kirchner y la figura femenina insinúa tensión y animosidad. Se propone que las diferencias de escala entre los dos sujetos enfatizan la corrupción del poder y el desequilibrio de la autonomía y responsabilidad de género.
La cuidadosa selección y amalgama de características visuales y simbólicas en Autorretrato como soldado puede leerse como la condena final de Kirchner al servicio militar obligatorio. El Museo de Arte Memorial Allen propone que la descripción exagerada de Kirchner de las graves consecuencias psicológicas y físicas del servicio militar subyace a un "miedo inquebrantable, casi patológico, a los efectos de la guerra en sí mismo como artista y ser humano". De manera similar, Claudia Siebrecht divulga que "a través de su arte, Kirchner se reveló al mundo como un hombre lisiado por la experiencia de la guerra, y como alguien cuya existencia anterior a la guerra y su yo masculino habían sido erradicados".

## Estilo
Autorretrato como soldado está marcado por el estilo expresionista distintivo de Kirchner y su afinidad por las influencias primitivistas.

### Expresionismo
El expresionismo floreció aproximadamente entre 1905 y 1920 en Europa, emergiendo en Alemania antes de la Primera Guerra Mundial. Kirchner fue miembro fundador y destacado defensor de Die Brücke, un grupo expresionista fundado en 1905. El expresionismo se preocupó por la expresión de las emociones y la individualidad realzada en oposición a la vida burguesa alimentada por la industrialización y la urbanización. El movimiento simbolizó la rebelión artística contra la estética, las técnicas y la valoración tradicionales del arte. El expresionismo abogó por la expresión de la "emoción interna en lugar de las impresiones externas". La amplificación y distorsión de la forma y el color, a menudo de tono no naturalista, fue fundamental para el expresionismo. El Autorretrato como soldado de Kirchner personifica el expresionismo a través de la descripción de los horrores de la guerra y de la psique interna de Kirchner y la reflexión simbólica individual sobre la ansiedad, la discapacidad y la angustia. La aplicación de las pinceladas también transmite influencia expresionista. Peter Springer afirma que las líneas direccionales finas y nítidas de la obra y la volatilidad percibida en la aplicación de la pintura evocan la actividad nerviosa de Kirchner al crear la obra.

### Primitivismo
Autorretrato como soldado también exhibe una influencia primitivista, especialmente a través de la andrógina figura femenina desnuda y el uso de contornos finos y nítidos para enfatizar la "abstracción esbozada, la rigidez de máscara y la estilización marcada" de la forma. El "Arte Primitivo", perteneciente al arte y los objetos rituales de las culturas preindustriales, especialmente de las regiones de África o Asia Central, fue una gran pasión de Kirchner y una razón más para la denuncia de su arte como "degenerado" durante el régimen nazi.

## Clasificación en la época nazi como "arte degenerado"
La confiscación y denuncia de Autorretrato como soldado por parte de los nacionalsocialistas moldeó profundamente la identidad política y la notoriedad de la obra. El régimen nazi, activo en Alemania desde 1933 hasta 1945, mantuvo una fuerte agenda antibolchevique que equivalía a un rechazo vehemente del arte moderno. En 1937, el Autorretrato como soldado de Kirchner, entre otras obras, fue confiscado por los nacionalsocialistas y tildado de 'degenerado'. El régimen nazi "suprimió el arte cuyo contenido percibían como una amenaza a los valores e instituciones tradicionales". Esto facilitó la eliminación de muchos movimientos artísticos modernos, incluidos el dadaísmo, el cubismo, el futurismo y el constructivismo. La sexta división del Ministerio del Reich para la Ilustración Pública y Propaganda (Reichsministerium für Volksaufklärung und Propaganda) fue responsable de la confiscación y destierro de Autorretrato como soldado a un almacén de Berlín. En 1937, se mostró como parte de una exposición titulada "Arte degenerado" organizada por Adolf Ziegler . El autorretrato de Kirchner fue titulado "Soldado con ramera" y se exhibió junto con 650 obras que, según se decía, apuntalaban "la decadencia moral de la sociedad y [la] erosión [de] los valores familiares tradicionales". La condena de la obra de Kirchner como "degenerada" precedió a su suicidio menos de un año después en 1938.